# Слов'янка (Василівський район)
Слов'я́нка — село в Україні, у Михайлівській селищній громаді Василівського району Запорізької області. Населення становить 82 осіб. До 2020 року орган місцевого самоврядування — Пришибська селищна рада.

## Географія
Село Слов'янка розташоване за 82 км від обласного центру та 22 км від районного центру. На відстані 2,5 км від села розташовані смт Пришиб та села Високе й Роздол. Селом тече пересихаючий струмок з загатою. Поруч пролягає автошлях міжнародного значення М18E105.

## Населення

### Мова
Розподіл населення за рідною мовою за даними перепису 2001 року:
| Мова       | Кількість | Відсоток |
| ---------- | --------- | -------- |
| російська  | 57        | 69.51%   |
| українська | 25        | 30.49%   |
| Усього     | 82        | 100%     |

## Історія
Село Слов'янка засноване 1920 року. З 7 березня 1923 року перебувало у складі Михайлівського району.
12 червня 2020 року, відповідно до розпорядження Кабінету Міністрів України № 713-р «Про визначення адміністративних центрів та затвердження територій територіальних громад Запорізької області», село увійшло до складу Михайлівської селищної громади.
19 липня 2020 року, в результаті адміністративно-територіальної реформи і ліквідації Михайлівського району, село увійшло до складу Василівського району.